# Tiago Casasola
Tiago Matías Casasola (Buenos Aires, 11 agosto 1995) è un calciatore argentino, difensore o centrocampista del Catania.

## Caratteristiche tecniche
Nasce calcisticamente come difensore centrale, ma può giocare come terzino destro o come centrocampista di fascia laterale, dotato di una buona corsa e di una buona tecnica di base che gli permette di saper impostare l'azione da dietro Specialista nel calciare i rigori. Forte fisicamente, sa anche essere un buon assist-man.

## Carriera

### Club
È cresciuto agonisticamente nelle giovanili del Boca Juniors, per poi passare al Fulham il 22 agosto 2014. Il 29 agosto 2015 rescinde il proprio contratto coi londinesi.
Il 31 agosto 2015 passa al Como, sotto il controllo della Roma che non poteva ancora tesserarlo.
Fa il suo debutto tra i professionisti il 19 settembre 2015, nella partita di Serie B contro il Vicenza, terminata 3-3. 
Nella stagione successiva passa al Trapani, sempre in Serie B, dove, nel girone di ritorno, il tecnico Alessandro Calori lo impiega come terzino destro. Realizza la sua prima rete il 18 febbraio 2017 nella partita pareggiata per 2-2 in casa dello Spezia.
Il 12 luglio passa a titolo definitivo all'Alessandria, con cui firma un triennale.
Il 26 gennaio 2018 viene ceduto alla Salernitana club di proprietà di Claudio Lotito. In un anno totalizza 36 presenze e 6 gol in Serie B. Il 31 gennaio 2019 viene acquistato dalla Lazio, di cui Lotito è presidente e azionista di maggioranza, ma rimarrà a giocare per la squadra campana fino al termine della stagione.
Nella stagione 2019-2020 fa parte della rosa della Lazio, con cui vince la Supercoppa italiana 2019, senza mai disputare un incontro ufficiale. Nel mercato invernale, viene ceduto in prestito al Cosenza in Serie B.
Il 18 settembre 2020 fa ritorno (sempre in prestito) alla Salernitana.
L'anno seguente, il 31 agosto 2021, si trasferisce in prestito al Frosinone.
Il 27 gennaio 2022 viene ceduto in prestito alla Cremonese.. Con i grigiorossi conquista una promozione in Serie A, dopo aver raccolto 9 presenze ed 1 gol realizzato nella vittoriosa (2-0) trasferta di Cittadella.
Il 29 giugno seguente, non essendo riscattato, torna alla Lazio, che 12 giorni dopo lo cede a titolo definitivo al Perugia.L'11 dicembre segna la prima rete con gli umbri, nella sconfitta per 3-2 in casa del Cagliari, chiuderà la sua esperienza con 35 presenze e 9 gol. 
Il 7 agosto 2023 viene acquistato a titolo definitivo dalla Ternana, con non poche polemiche da parte dei tifosi della sua ex squadra, essendo passato dall'altra parte dell'Umbria, calcistica e non.
Il 23 settembre 2023 realizza la sua prima rete in rossoverde nella partita casalinga contro il Südtirol, pareggiata per 1-1. 
Il 12 luglio 2025 viene acquistato a titolo definitivo dal Catania.

### Nazionale
Ha preso parte al campionato sudamericano Under-20 2015 e al mondiale Under-20 2015.

## Statistiche

### Presenze e reti nei club
Statistiche aggiornate al 7 giugno 2025.
| Stagione           | Squadra            | Campionato         | Campionato | Campionato | Coppe nazionali | Coppe nazionali | Coppe nazionali | Coppe continentali | Coppe continentali | Coppe continentali | Altre coppe | Altre coppe | Altre coppe | Totale | Totale |
| Stagione           | Squadra            | Comp               | Pres       | Reti       | Comp            | Pres            | Reti            | Comp               | Pres               | Reti               | Comp        | Pres        | Reti        | Pres   | Reti   |
| ------------------ | ------------------ | ------------------ | ---------- | ---------- | --------------- | --------------- | --------------- | ------------------ | ------------------ | ------------------ | ----------- | ----------- | ----------- | ------ | ------ |
| 2015-2016          | Como               | B                  | 27         | 0          | CI              | -               | -               | -                  | -                  | -                  | -           | -           | -           | 27     | 0      |
| 2016-2017          | Trapani            | B                  | 32         | 2          | CI              | 2               | 0               | -                  | -                  | -                  | -           | -           | -           | 34     | 2      |
| 2017-gen. 2018     | Alessandria        | C                  | 17         | 2          | CI+CI-C         | 2+2             | 1+1             | -                  | -                  | -                  | -           | -           | -           | 21     | 4      |
| gen.-giu. 2018     | Salernitana        | B                  | 20         | 2          | CI              | -               | -               | -                  | -                  | -                  | -           | -           | -           | 20     | 2      |
| 2018-2019          | Salernitana        | B                  | 31+1       | 6+0        | CI              | 2               | 0               | -                  | -                  | -                  | -           | -           | -           | 34     | 6      |
| 2019-gen. 2020     | Lazio              | A                  | -          | -          | CI              | 0               | 0               | UEL                | -                  | -                  | SI          | -           | -           | 0      | 0      |
| gen.-ago. 2020     | Cosenza            | B                  | 17         | 0          | CI              | -               | -               | -                  | -                  | -                  | -           | -           | -           | 17     | 0      |
| 2020-2021          | Salernitana        | B                  | 35         | 3          | CI              | 2               | 0               | -                  | -                  | -                  | -           | -           | -           | 37     | 3      |
| Totale Salernitana | Totale Salernitana | Totale Salernitana | 86+1       | 11         |                 | 4               | 0               |                    | -                  | -                  |             | -           | -           | 91     | 11     |
| 2021-gen. 2022     | Frosinone          | B                  | 11         | 0          | CI              | -               | -               | -                  | -                  | -                  | -           | -           | -           | 11     | 0      |
| gen.-giu. 2022     | Cremonese          | B                  | 9          | 1          | CI              | -               | -               | -                  | -                  | -                  | -           | -           | -           | 9      | 1      |
| 2022-2023          | Perugia            | B                  | 35         | 9          | CI              | 1               | 0               |                    | -                  | -                  |             | -           | -           | 36     | 9      |
| 2023-2024          | Ternana            | B                  | 36+2       | 4+0        | CI              | 1               | 0               |                    | -                  | -                  |             | -           | -           | 39     | 4      |
| 2024-2025          | Ternana            | C                  | 35+6       | 3+1        | CI-C            | 1               | 0               | -                  | -                  | -                  | -           | -           | -           | 42     | 4      |
| Totale Ternana     | Totale Ternana     | Totale Ternana     | 71+8       | 7+1        |                 | 2               | 0               |                    | -                  | -                  |             | -           | -           | 81     | 8      |
| Totale carriera    | Totale carriera    | Totale carriera    | 305+9      | 32+1       |                 | 13              | 2               |                    | 0                  | 0                  |             | 0           | 0           | 327    | 35     |

## Palmarès

### Club
- Supercoppa italiana: 1

Lazio: 2019

### Nazionale
- Campionato sudamericano Under-20: 1

Uruguay 2015